# アトラスピアノ製造
アトラスピアノ製造株式会社（アトラスピアノせいぞう）は、かつて静岡県浜松市にあった日本のピアノメーカーである。

## 沿革
広島県出身の頼金忠は、学生時代に学業の傍らピアノ販売のアルバイトをしていたが、卒業後は遠州ピアノ製造株式会社などでピアノ製造技術を学び、1958年、有限会社日米楽器工業所を設立、1960年に商号および組織を改変しアトラスピアノ製造株式会社となる。1961年、日本で最初のピアノJIS工場の認可を受け、翌年には広島支店を開設、その後日本ピアノ製作所を買収、日本ピアノアクション製造株式会社を吸収合併するなど、1960年代から1970年代にかけては、日本のピアノメーカーとして、生産設備、生産台数においてヤマハ、カワイに次ぐ勢いであった。1980年代に入るとピアノの需要が落ち込み、1984年には業務提携していたブラザー工業株式会社が撤退し、1986年に事実上の倒産に至る。
その後アトラスピアノ製造は1995年に独自資本で中国の大連経済技術開発区に進出したが、資金難に陥り、商標権や特許権を含めて地元の資本に営業譲渡した。これを受けて「アトラス楽器製造（大連）」（英語名"Atlas Piano and Instrument Manufacturing (Dalian) Co. Ltd"）が2004年に設立され、中国の国内市場向けにピアノを製造している。

## ブランド
アトラスはギリシャ神話で地の果てで天球を支える巨大な神であるが、ピアノの響板にもこの姿が描かれている。命名者は日米楽器の頃よりピアノ製造の中心的な存在であった、国立音楽大学楽器研究所主任でピアノ調律師の西村武であり、以後アトラスピアノ工場は国立音楽大学の指定工場となり、品質向上に大きく携わる。以下は日米楽器工業所及びアトラスピアノ製造株式会社で製造されたピアノのブランド名の一部である。
- ATLAS (アトラス) - アトラス
- ADELSTEIIN (アーデルスタイン) - 日米楽器
- BROTHER (ブラザー) - アトラス
- KREUIZBACH (クロイツバッハ) - アトラス
- MEISTER (マイスター) - アトラス; 阪急百貨店のブランド
- MORGENSTEIN (モルゲンスタイン) - アトラス
- NOBEL (ノーベル) - アトラス、日米楽器
- ROYAL (ローヤル) - アトラス
- STANDARD (スタンダード）- 日米楽器
- STEINMEYER（スタインマイヤー）- アトラス; 髙島屋のブランド
- VICTOR (ビクター) - アトラス